# Lý Cảnh (nhà Tùy)
Lý Cảnh (chữ Hán: 李景, ? – 618) tự Đạo Hưng, người huyện Hưu Quan, quận Thiên Thủy , tướng lãnh nhà Tùy trong lịch sử Trung Quốc.

## Khởi nghiệp
Cha là Lý Siêu, được làm đến Ứng, Nhung 2 Châu thứ sử nhà Bắc Chu. Cảnh có dung mạo kỳ vĩ, sức lực hơn người, mày râu đẹp đẽ, lại còn kiêu dũng thiện xạ. Trong chiến địch đánh Bắc Tề, Cảnh có công lao, được thụ làm Nghi đồng tam tư. Sau khi đánh dẹp Uất Trì Huýnh, nhờ công được tiến vị Khai phủ, ban tước Bình Khấu huyện lệnh, thực ấp 1500 hộ.

## Phụng sự Tùy Văn đế
Năm Khai Hoàng thứ 9 (590) nhà Tùy, Cảnh được nhận chức Hành quân tổng quản theo Vương Thế Tích đánh nhà Trần, nhờ công được tiến vị Thượng khai phủ, ban nô tỳ 60 người, 1500 tấm lụa. Đến khi bọn Cao Trí Tuệ nổi dậy ở Giang Nam, Cảnh lại được nhận chức Hành quân tổng quản theo Dương Tố đánh dẹp, có riêng công lao bình định Thương lĩnh, trở về được thụ chức Phu Châu thứ sử.
Năm thứ 7 (598), chiến tranh Tùy – Cao Ly lần thứ nhất nổ ra, Cảnh được làm Mã quân tổng quản. Đến khi trở về, Cảnh được phân phối phục vụ Hán vương Dương Lượng. Tùy Văn đế nghe nói Cảnh mạnh mẽ, sai ông cởi trần để xem, rồi nói: “Tướng dạng của khanh có thể trở thành người đứng đầu đám bề tôi (vị cực nhân thần).” Ít lâu sau Cảnh theo Sử Vạn Tuế đánh Đột Quyết ở Đại Cân sơn, theo đường riêng đón địch, đại phá được. Sau đó Cảnh cùng Thượng Minh công Dương Kỷ đưa Nghĩa Thành công chúa sang Đột Quyết, đến Hằng An, gặp người Đột Quyết xâm phạm. Bấy giờ Đại Châu tổng quản Hàn Hồng bị địch đánh bại, Cảnh soái lĩnh mấy trăm người ra sức chiến đấu 3 ngày, giết địch rất nhiều, được ban 3000 tấm lụa, thụ chức Hàn Châu thứ sử. Cảnh lấy cớ phục vụ Hán vương, không đi nhận chức.

## Phụng sự Tùy Dượng đế
Trong niên hiệu Nhân Thọ (601 – 604), Cảnh được làm Kiểm hiệu Đại Châu tổng quản. Hán vương Dương Lượng nổi loạn (604), Cảnh phát binh kháng cự. Dương Lượng sai Lưu Tung tập kích Cảnh, giao chiến ở phía đông thành. Cảnh lên lầu bắn xuống, buông dây cung là có người ngã nhào, sau đó chọn tráng sĩ ra đánh, chém sạch kẻ địch. Dương Lượng lại sai Lam Châu thứ sử Kiều Chung Quỳ soái 3 vạn binh mạnh đến đánh. Cảnh chỉ có vài ngàn chiến sĩ, lại thêm thành trì không vững chắc, bị địch xung kích, lần lần vỡ lỡ. Cảnh vừa đánh vừa đắp thành, sĩ tốt đều liều chết chiến đấu, nhiều lần đẩy lui kẻ địch. Tư mã Phùng Hiếu Từ, Tư pháp tham quân Lữ Ngọc đều kiêu dũng thiện chiến, Nghi đồng tam tư Hầu Mạc Trần Nghệ nhiều mưu kế, phòng thủ có phương pháp. Cảnh biết tướng sĩ có thể dùng, bèn tin cậy 3 người này, không lo lắng gì, chỉ có những vị trí quan trọng thì ông rời phủ tuần tra mà thôi. Được hơn tháng, Sóc Châu tổng quản Dương Nghĩa Thần đem binh đến giúp, trong ngoài hợp kích, đại phá địch. Trước đó, trên thành giếng trong phủ của Cảnh nở ra 1 đóa hoa như sen, còn có rồng hiện, rồi biến ra giáp sĩ cưỡi ngựa sắt; lại có thần nhân cao vài trượng hiện ra dưới thành, vết chân dài 4 thước rưỡi. Cảnh hỏi thầy mo, được đáp rằng: “Đây là vật chẳng lành, đến uống máu người đấy.” Cảnh cả giận, đuổi thầy mo đi. Trong vòng tuần nhật thì viện binh đến, người chết ở trận này lên đến vài vạn. Ít lâu sau Cảnh được trưng vào kinh, tiến vị Trụ quốc, bái làm Hữu Vũ vệ đại tướng quân, ban 9000 xúc lụa nhũn (kiêm), 1 bộ nữ nhạc, còn thêm vật quý (trân).
Cảnh giỏi bày mưu kế, nhưng trung trực có thừa, rất được Tùy Dượng đế tin cậy. Cảnh đánh phá người Man nổi dậy là bọn Hướng Tư Đa, được ban 80 nô tỳ. Năm sau (605), Cảnh đánh Thổ Dục Hồn ở Thanh Hải, phá xong, được tiến vị Quang lộc đại phu, ban 60 nô tỳ, 2000 xúc lụa nhũn. Năm Đại Nghiệp thứ 5 (609), Dượng đế tây tuần, đến quận Thiên Thủy, Cảnh dâng thức ăn, đế nói: “Ngài là chủ nhân vậy.” Rồi cho ông ngồi trước cả Tề vương Dương Giản. Đến Lũng Xuyên cung, Dượng đế sắp tổ chức săn bắn, Cảnh và Tả Vũ vệ đại tướng quân Quách Diễn đều tỏ ra khó coi, bị người tố cáo; đế cả giận, lệnh cho tả hữu bắt giữ 2 người, sau đó bị kết tội, chịu miễn quan. Hơn năm sau, Cảnh được phục vị, cùng bọn Vũ Văn Thuật tham chưởng tuyển cử.
Năm sau (611), Cảnh đánh thành Vũ Liệt của Cao Ly, phá xong, được ban tước Uyển Khâu hầu, 1000 tấm lụa. Năm thứ 8 (612), Cảnh ra Hồn Di đạo. Năm thứ 9 (613), Cảnh theo đại quân ra Liêu Đông. Đến khi trở về, Cảnh chặn hậu; quân Cao Ly đuổi theo, ông đánh đuổi xong, được ban 3000 tấm lụa, tiến tước Hoạt quốc công. Dương Huyền Cảm nổi loạn, phần nhiều triều thần có con em tham dự, một mình Cảnh không có liên quan. Tùy Dượng đế nói: “Ngài thành thực vốn là tính trời, là lương đống của ta vậy.” rồi cho Cảnh được chọn mỹ nữ. Dượng đế luôn gọi Cảnh là Lý đại tướng quân mà không gọi tên, tỏ ra rất kính trọng.
Năm thứ 12 (616), Tùy Dượng đế lệnh cho Cảnh sửa sang chiến cụ dành cho chiến dịch Liêu Đông ở Bắc Bình, được ban 1 thớt ngự mã, gọi là Sư Tử Lư Cát. Gặp lúc Dương Trọng Tự đem hơn vạn nghĩa quân U Châu đến đánh Bắc Bình, Cảnh đốc binh đánh phá, chém Trọng Tự. Khi ấy khởi nghĩa nổi lên khắp nơi, Cảnh bèn triệu mộ thêm người để phòng bị mà không lo lắng gì. Vũ bôn lang tướng La Nghệ có hiềm khích với Cảnh, vu cáo ông sắp phản. Tùy Dượng đế sai con trai Cảnh đến an ủi rằng: “Kẻ nhiều chuyện nói ngài dòm ngó ngôi báu, chiếm cứ kinh đô, ta chẳng nghi ngờ gì đâu!” Sau đó Cảnh bị nghĩa quân Cao Khai Đạo bao vây, đơn độc giữ cô thành, sĩ tốt bị phù thũng mà chết đến 6, 7 phần 10; ông vỗ về họ, không ai sinh lòng khác. Quân tư dành cho chiến dịch Liêu Đông đều ở Bắc Bình, thóc lụa chất như núi, Cảnh không chiếm lấy chút gì.
Đến khi Tùy Dượng đế bị giết ở Giang Đô, Cảnh được Liêu Tây thái thú Đặng Hạo cứu ra, bèn quay về Liễu Thành. Trên đường về U Châu, Cảnh bị nghĩa quân giết hại. Người Khiết Đan, Mạt Hạt cảm ơn Cảnh, nghe tin chẳng ai không rơi nước mắt; nhân sĩ U, Yên đến đời Đường vẫn còn thương tiếc ông.
Cảnh có con trai là Lý Thế Mô.